# Hagener Hochschulviertel

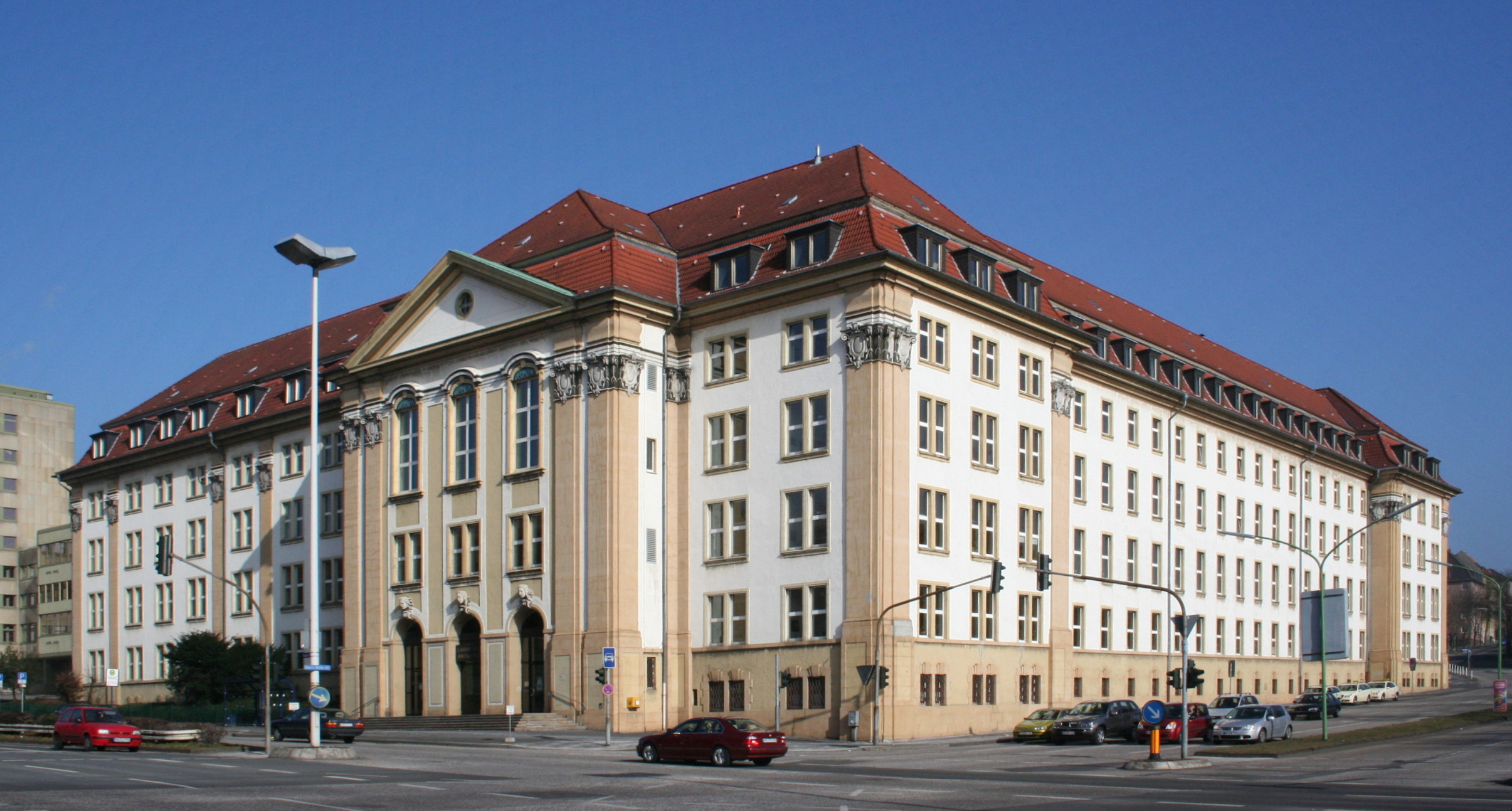
Land- und Amtsgerichtsgebäude

Das Hochschulviertel ist ein Stadtteil im Stadtbezirk Hagen-Mitte der kreisfreien Großstadt Hagen in Nordrhein-Westfalen und hat 12.562 Einwohner (2024).

## Lage

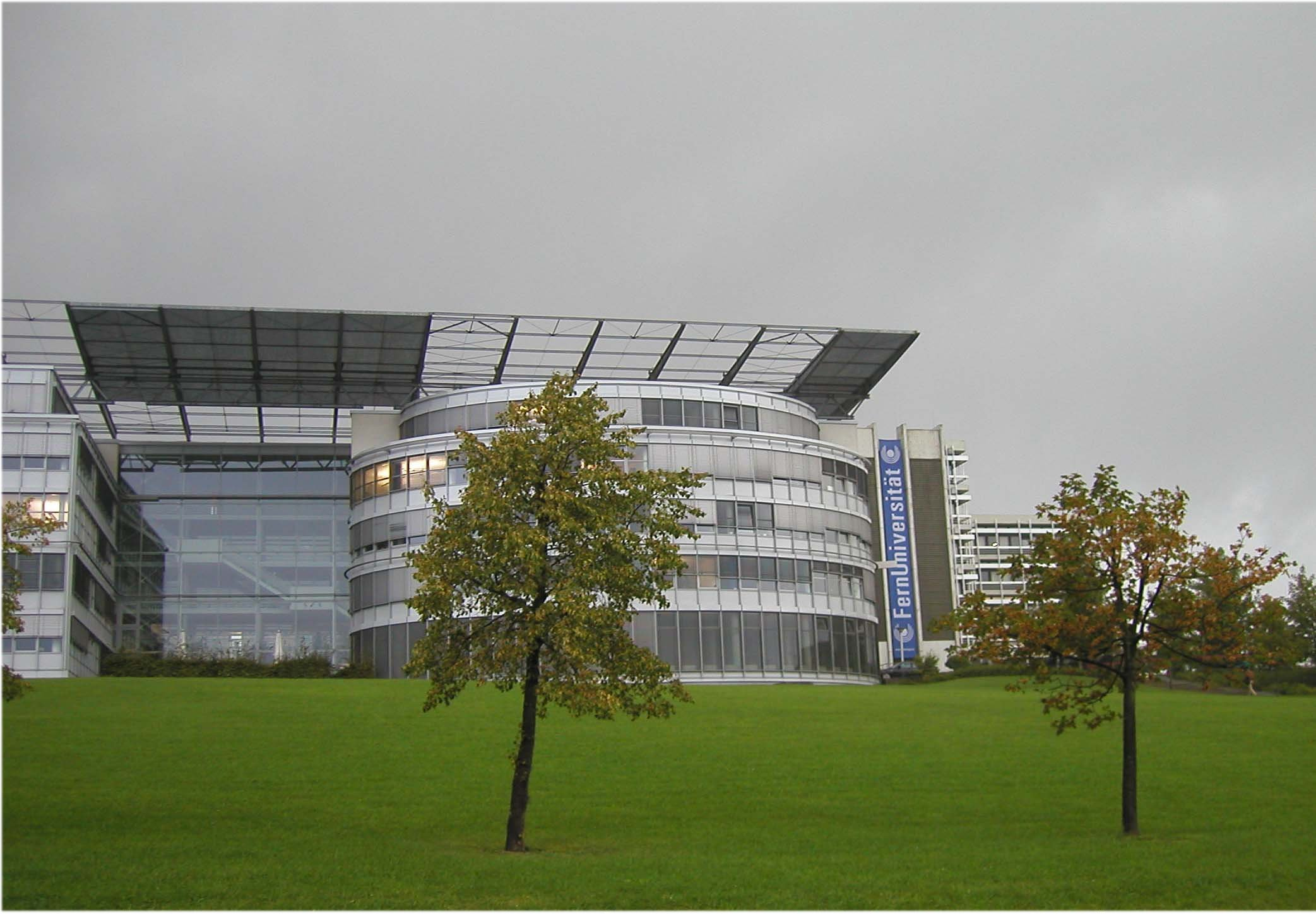
FernUniversität

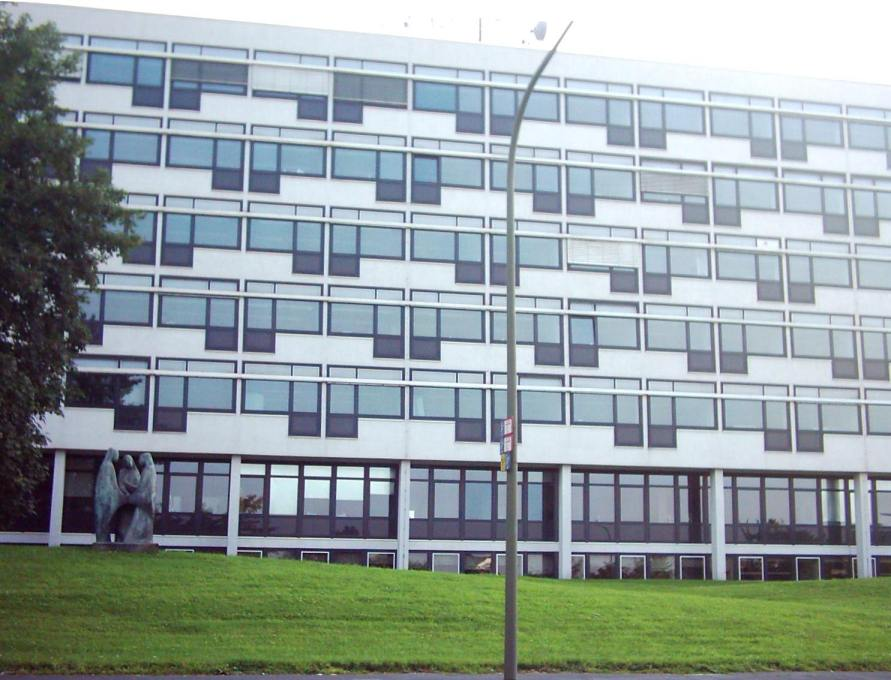
Fachhochschule Südwestfalen

Das Hochschulviertel wird im Nordwesten, Westen und Süden von den weiteren Stadtteilen Altenhagen, Mittelstadt und Emst des Stadtbezirks Hagen-Mitte umschlossen. Im Osten grenzen das zu Hohenlimburg gehörende Lennetal und im Norden das zu Hagen-Nord gehörende Boele an.

## Bevölkerung
Am 31. Dezember 2024 lebten 12.562 Einwohner im Hagener Hochschulviertel.
Strukturdaten der Bevölkerung im Hagener Hochschulviertel (2024):
- Bevölkerungsanteil der unter 20-Jährigen: 15,0 % (Hagener Durchschnitt: 20,5 %)[4]
- Bevölkerungsanteil der mindestens 60-Jährigen: 36,6 % (Hagener Durchschnitt: 29,0 %)[5]
- Ausländeranteil: 10,2 % (Hagener Durchschnitt: 24,3 %)[6]

## Struktur
Das Hochschulviertel umfasst die beiden Wohnbezirke Eppenhausen und Fleyerviertel. Es ist benannt nach der FernUniversität Hagen und der Fachhochschule Südwestfalen, die auf seinem Gebiet liegen. Außerdem befindet sich der Wissenspark Hagen sowie das Landgerichtsgebäude mit der Justizvollzugsanstalt und dem Amts- und Arbeitsgericht in dem Viertel. Die öffentlichen Gebäude, die an den Rändern des Viertels liegen, prägen es jedoch nicht. Vielmehr erscheint es als vorwiegendes Wohngebiet, in dem neben der in weiten Bereichen als Einfamilienhäuser ausgeführten Wohnbebauung sich nur sehr vereinzelt Einzelhandel und Gastronomie zur Nahversorgung finden. In der nördlichen Hälfte verläuft ein Autozubringer zum Kreuz Hagen (A 45 und A 46), der das Fleyerviertel zerschneidet. Südlich des Zubringers wie auch am Nord- und Südrand gibt es auch dichtere Bebauung.